# Мушегян, Николай
Николай Мушегян (англ. Nikolai Mushegian, 28 марта 1993, Лексингтон, Кентукки, США — Сан-Хуан, Пуэрто-Рико, 28 октября 2022) — американский компьютерщик и программист, пионер криптовалюты и ключевой разработчик платформ децентрализованного финансирования (DeFi). Один из первых разработчиков MakerDAO и пионер стейблкойнов. 

## Биография
28 марта 1993 года в Лексингтоне, штат Кентукки, и провел большую часть своего детства в Сан-Диего, Калифорния, и в Оверленд-Парке, штат Канзас. В средней школе Blue Valley North он преуспел в учёбе и руководил школьным марширующим оркестром.
Затем он учился в Университете Карнеги-Меллона, который окончил в 2014 году.
Мушегян был одним из первых разработчиков Maker DAO , самого известного протокола децентрализованного финансирования (DeFi). Кроме того, Мушегян сыграл ключевую роль в разработке систем стейблкоинов, которые являются цифровыми валютами без государственной поддержки. Эти стейблкоины разработаны для минимизации волатильности, обычно связанной с криптовалютами, что делает их более подходящими для повседневных транзакций и финансовых приложений.
На протяжении всей своей карьеры в криптовалюте Мушегян последовательно выступал за более прозрачную и децентрализованную финансовую систему. Он считал, что, устранив влияние центральных банков и правительств, мир сможет пользоваться более справедливой и эффективной финансовой системой.
Он пожертвовал 1,3 млн. долл. в свой Университет Карнеги — Меллона для финансирования исследовательской программы по децентрализованным технологиям во время COVID-19.

### Maker DAO и DeFi
Будучи одним из первых разработчиков Maker DAO, Николай Мушегян сыграл решающую роль в формировании будущего децентрализованных финансов. Maker DAO — это децентрализованная автономная организация (DAO), которая позволяет пользователям криптовалют создавать и управлять стейблкоином под названием DAI. Платформа Maker DAO построена на блокчейне Ethereum и предназначена для упрощения кредитования, заимствования и сбережения децентрализованным образом.
Платформы DeFi, такие как Maker DAO, привлекли значительное внимание в последние годы, поскольку они предлагают пользователям способ доступа к финансовым услугам без опоры на традиционные банки и финансовые учреждения. Этот подход соответствует видению Мушегяна более прозрачной и справедливой финансовой системы.

## Смерть
28 октября 2022 года Мушегян вышел из своего пляжного дома стоимостью 6 млн. долл. в роскошном районе Кондадо в Сан-Хуане, Пуэрто-Рико, чтобы прогуляться. Чуть позже, в 9 утра сёрфер у пляжа Эшфорд-Бич обнаружил тело Мушегяна в волнах. Данный пляж считается одним из самых опасных в мире для любителей плавания и сёрфинга.